# Anna Schumacher

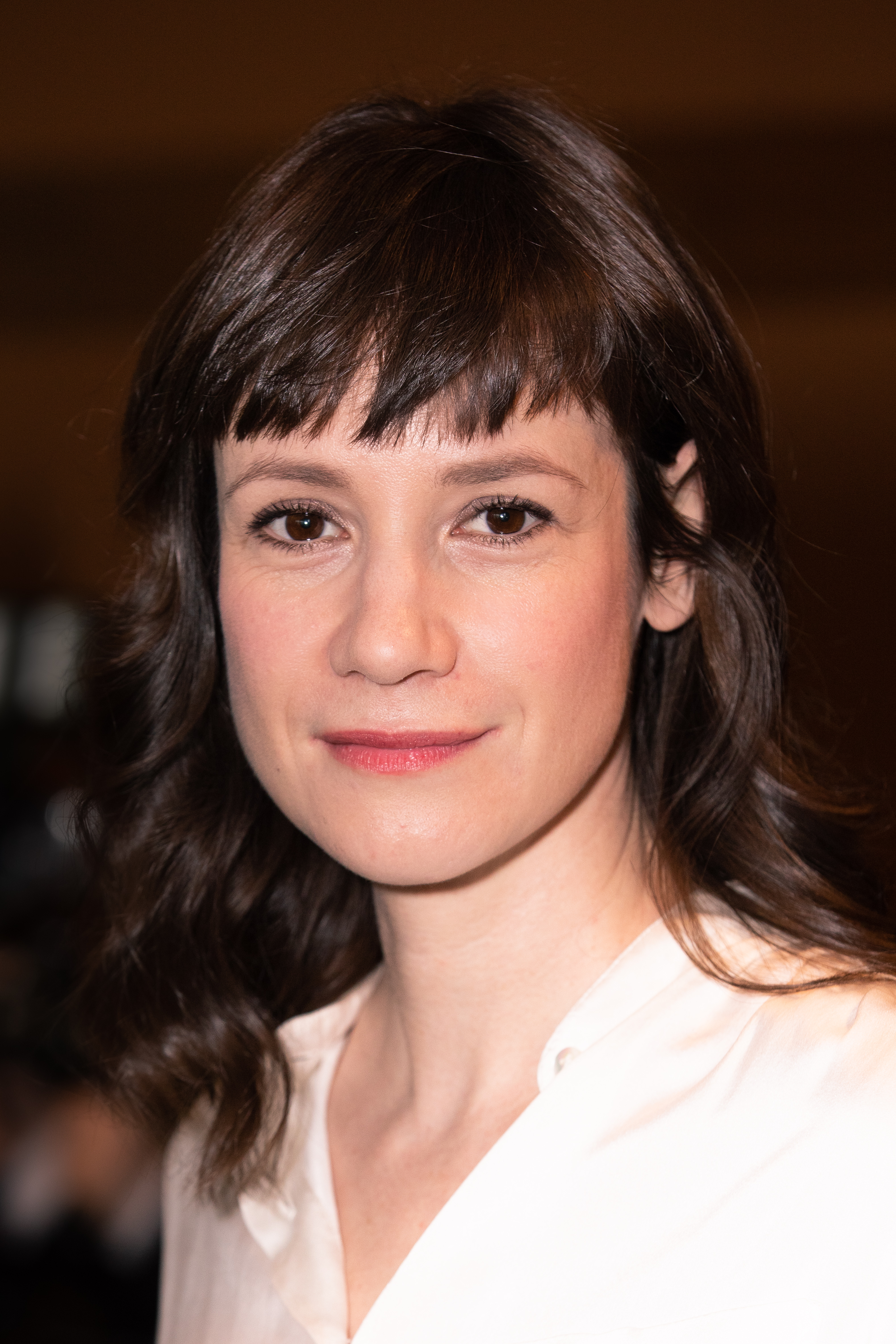
Anna Schumacher (2020)

Anna Schumacher (* 1980 in Bukarest) ist eine deutsche Schauspielerin. Bekannt wurde sie in der Rolle der deutsch-rumänischen Ermittlerin in der Fernsehserie Hackerville, für die sie 2019 den Grimmepreis erhielt.

## Leben
Anna Schumacher zog mit ihrer Familie als Kind von Bukarest nach München. Sie studierte an der Hochschule für Musik und Theater Rostock und hatte Engagements am Mecklenburgischen Staatstheater Schwerin und den Kammerspielen Landshut. Daneben arbeitete sie auch für Kino- und Fernsehproduktionen.
Sie wohnt in Berlin. Ihr Vater Ovidiu Schumacher ist ebenfalls Schauspieler.

### Filmografie (Auswahl)
- 2020: Notruf Hafenkante (Fernsehserie, 1 Folge)
- 2019: Die Kinder von Windermere
- 2019: Zwischen uns die Mauer
- 2018: Hackerville (Fernsehserie, 6 Folgen)
- 2017: Glück ist was für Weicheier
- 2023: In aller Freundschaft: Alles aus  Liebe